# Petershütte
Petershütte is een dorp in de gemeente Osterode am Harz in het Landkreis Göttingen in Nedersaksen in Duitsland. Het wordt voor het eerst vermeld in een oorkonde uit de  twaalfde eeuw. In 1971 werd Petershütte bij Osterode gevoegd. Het is sindsdien grotendeels met de stad samengegroeid. Het vormt samen met Lasfelde en Katzenstein een stadsdeel met een eigen Ortsrat.
- Gemeinsame Normdatei: 4690407-4
- Virtual International Authority File: 244299669